# Michel-Gabriel Rossillon de Bernex
Michel-Gabriel Rossillon de Bernex (parfois Roussillon), né le 16 novembre 1657 à Château-Blanc (Thônex) et mort le 23 avril 1734 à Annecy, est un moine bénédictin savoyard, évêque de Genève résidant à Annecy, de la fin du XVIIe siècle et du début du XVIIIe siècle.

## Biographie
Michel-Gabriel, fils du comte Charles-Aimé de Rossillon, marquis de Bernex, et d'Hélène de Michal de Lapalud, naît le 16 novembre 1657 à Château-Blanc (ou Chateaublanc), dans les environs de Genève. L'Armorial et nobiliaire de l'ancien duché de Savoie (1945) indique que la famille de Rossillon était probablement originaire du château de Rossillon, « qui se trouvait au pied du Jura au nord-ouest de Saint-Genis, sur la commune de Crozet (sud-ouest de Gex) ».
Tout comme les futurs prélats de la famille de Sales et de nombreux fils de nobles, Michel-Gabriel Rossillon commence ses études au collège Chappuisien, confié aux barnabites, à Annecy. Il passe ensuite au collège jésuite de Chambéry. Il prend l'habit de moine, en 1672, dans l'abbaye de Saint-Antoine-en-Viennois, dans le Dauphiné.
Il poursuit ses études en théologie à Toulouse, où il est ordonné prêtre en 1681 et devient enseignant. Il devient par ailleurs supérieur de son ordre dans cette ville entre 1687 et 1696. En 1697, il est transféré à Annecy, siège de l'évêché de Genève.
Son action est diverse. Il poursuit la contre-réforme en pays de Gex, à l'image de son prédécesseur François de Sales dans la partie nord du duché. Il cherche d'ailleurs à convertir le théologien genevois Bénédict Pictet, avec qui il entretient une correspondance amicale.
En 1700, il ouvre la châsse de François de Sales, dont on change les habillements. Le duc de Savoie le désigne archevêque de Tarantaise en 1713, mais il s'y oppose.
Michel-Gabriel Rossillon fonde l'hospice des prêtres et travaille au procès de la béatification de Jeanne de Chantal.

## Consécrations
Il consacre de nombreux édifices dans les provinces du diocèse :
- église Saint-Pierre-et-Saint-Paul de Passy (juillet 1702)[4] ;
- église Saint-Gervais-et-Saint-Protais de Saint-Gervais-les-Bains (septembre 1702)[5] ;
- église de Notre-Dame-de-la-Gorge (août 1706)[6] ;
- église Saint-Michel de Chamonix (1714) ;
- église de La Nativité-de-Marie de Nancy-sur-Cluses (septembre 1714)[7] ;
- église Saint-Pierre d'Argentière (octobre 1727)[8].

## Postérité
Une route porte son nom à Genève.